# Interkozmosz–23
Interkozmosz–23 (IK-23) – Prognoz–10 – szovjet tudományos, magnetoszféra-kutató műhold, a szocialista országok közös Interkozmosz űrprogramjának egysége.

## Jellemzői
1985. április 26-án a bajkonuri űrrepülőtér indítóállomásról egy Interkozmosz hordozórakéta a Molnyija-M (Blok-SO-L) – 10. eredményes felbocsátás – segítségével indították magas Föld körüli pályára. Az orbitális egység pályája 5783,87 perces, 76,76 fokos hajlásszögű (majdnem sarki pálya, lásd: Molnyija-pálya), elliptikus pálya-perigeuma 5976 kilométer, apogeuma 194 737 kilométer volt. Energiaellátását akkumulátorok és napelemek összehangolt egysége biztosította. Hasznos tömege 985 kilogramm. Aktív szolgálati idejét befejezve, 1994.  január 12-én a Föld légkörébe érve elégett.
A Prognoz–program keretében indított Prognoz–10 műhold több szocialista ország közös kutatási szolgálataként az Interkozmosz–23 elnevezést is kapta. A nagy apogeumú, igen nyújtott pályán keringő műhold feladata a Nap elektromágneses és töltöttrészecske-sugárzásainak, a bolygóközi tér és a magnetoszféra szerkezetének, a Nap-Föld kapcsolatok vizsgálata.